# Triaspis minuta
Triaspis minuta är en stekelart som beskrevs av Papp 1971. Triaspis minuta ingår i släktet Triaspis och familjen bracksteklar. Inga underarter finns listade i Catalogue of Life.